# Herman I van Zwaben
Herman I van Zwaben (overleden op 10 december 949) was van 926 tot aan zijn dood hertog van Zwaben. Hij behoorde tot het huis der Konradijnen.

## Levensloop
Herman I was een zoon van hertog Gebhard van Lotharingen en een neef van koning Koenraad I van het Oost-Frankische Rijk. 
Nadat hertog Burchard II van Zwaben in 926 sneuvelde, gaf koning Hendrik de Vogelaar op de Rijksdag in Worms het hertogdom Zwaben aan Herman. Hiermee toonde Hendrik duidelijk dat hij, en niet de Zwabische adel, het recht had om de hertog aan te wijzen. Herman I van Zwaben huwde met Regelinda, de weduwe van Burchard II.
Tijdens zijn bewind moest Herman eenmaal een opstand van zijn vazallen trotseren, maar hij werd ook verplicht om in Zwitserland concessies te doen. Sankt Gallen werd onder de rechtstreekse bescherming van de koning geplaatst en de hertog verloor het vruchtgebruik over zijn landerijen en inkomsten in de streek. Als eigenaar van de Alpenpassen naar Bourgondië en Italië verdedigde hij ook succesvol de belangen van de Ottonen in deze regio's.
Naast hertog van Zwaben was Herman vanaf 939 graaf in Langau, vanaf 948 graaf in Auelgau en vanaf 947 lekenabt in Echternach. Hij stichtte bovendien de Sint-Florinuskerk in Koblenz en werd na zijn dood in december 949 bijgezet in de Abdij van Reichenau op het Bodenmeer.
Na zijn dood werd het hertogdom Zwaben toegewezen aan zijn schoonzoon Liudolf, die in 947 of 948 was gehuwd met Hermans dochter Ida (overleden in 986).